# 평화교육원
평화교육원은 경기도교육청 소속 교직원의 국가관·교직관의 확립 및 자질을 기르고, 치유와 회복을 통한 교육과 직무능력의 향상을 위하여 경기도교육청 산하에 설치된 소속기관이다.